# Donnellys Crossing
Donnellys Crossing ist eine kleine Siedlung im Kaipara District der Region Northland (Neuseeland) auf der Nordinsel von Neuseeland.

## Geographie
Der Ort liegt etwa 35 Kilometer nordwestlich von Dargaville am Waima River. Etwa drei Kilometer westlich Donnellys Crossing führt der New Zealand State Highway 12 vorbei. Von 1923 bis 1959 war der Ort Endpunkt einer Bahnstrecke von Dargaville.
In Donnellys Crossing existiert eine Grundschule.

## Name
Donnellys Crossing wurde nach einem Iren namens Edward Donnelly benannt. Dieser hatte als junger Mann Irland verlassen und ging über Australien und 1863 weiter nach Neuseeland. Er erscheint erstmals 1877/78 in den Wählerverzeichnissen von Kaipara. Er wird als Buschmann und Bauunternehmer erwähnt und erhielt später 1913 ein militärisches Begräbnis in Auckland.